# Wiktor Oleszczuk
Wiktor Oleszczuk (ur. 14 maja 1893 w Drohiczynie, zm. po 6 czerwca 1936) – major piechoty Wojska Polskiego, działacz niepodległościowy, kawaler Orderu Virtuti Militari.

## Życiorys
Urodził się 14 maja 1893 w Drohiczynie, w ówczesnym powiecie bielskim guberni grodzieńskiej, w rodzinie Aleksandra i Józefy z Rutkowskich.
1 czerwca 1915 ukończył Aleksiejewską Szkołę Wojskową w Moskwie i został mianowany chorążym. W czasie I wojny światowej walczył w szeregach 219 Kotielniczewskiego Pułku Piechoty, należącego do 55 Dywizji Piechoty. Awansował na sztabskapitana.
3 listopada 1917 został przyjęty do I Korpusu Polskiego w Rosji i przydzielony do 6 pułku strzelców polskich. Wyróżnił się 19 lutego 1918 w bitwie pod Osipowiczami. 7 września 1921 pułkownik Bolesław Jaźwiński we wniosku na odznaczenie Orderem Virtuti Militari napisał:

podkapitan Oleszczuk Wiktor w bitwie pod Osipowiczami dnia 19 lutego 1918, dowódca 1. kompanii 6 pułku strzelców w składzie 100 ludzi, otrzymał rozkaz zaatakowania i zdobycia stacji węzłowej Osipowicze. Kontynuując takowy, sam świecąc przykładem męstwa i odwagi, poprowadził kompanię do akcji pod nadzwyczaj silnym ogniem artylerii, karabinów maszynowych i ręcznych oraz pociągu pancernego, umiejętnie kierując kompanią, w ciągu pół godziny zdobył przedmieście położone przed stacją, gdzie było wzięto do niewoli dwie kompanie bolszewickie, około 300 ludzi i 12 karabinów maszynowych. Następnie, niezważając na coraz to wzmagający się ogień artylerii, poprowadził kompanię swą do ataku na stację, z której po zaciętej walce wyparł bolszewików, zadając im olbrzymie straty, co ostatecznie skłoniło ich do panicznego odwrotu.

11 listopada 1918 wstąpił do Wojska Polskiego. 30 listopada 1918 został formalnie przyjęty do Wojska Polskiego z byłego I Korpusu Polskiego i byłej armii rosyjskiej, z zatwierdzeniem posiadanego stopnia porucznika i przydzielony do warszawskiego okręgowego pułku piechoty, późniejszego 21 pułku piechoty.
W maju 1921 był przydzielony do Dowództwa węzła kolejowego Wilno. Następnie wrócił do macierzystego pułku. 3 maja 1922 został zweryfikowany w stopniu kapitana ze starszeństwem od 1 czerwca 1919 i 159. lokatą w korpusie oficerów piechoty. Później został przeniesiony do 72 pułku piechoty w Radomiu. 1 grudnia 1924 prezydent RP nadał mu stopień majora z dniem 15 sierpnia 1924 i 27. lokatą w korpusie oficerów piechoty. Następnie pełnił służbę na stanowisku oficera placu Dęblin. 23 grudnia 1927 został przeniesiony do kadry oficerów piechoty z pozostawieniem na dotychczas zajmowanym stanowisku. Z dniem 31 października 1929 został przeniesiony w stan spoczynku. W 1934, jako oficer stanu spoczynku pozostawał w ewidencji Powiatowej Komendy Uzupełnień Radom. Posiadał przydział do Oficerskiej Kadry Okręgowej Nr I. Był wówczas „przewidziany do użycia w czasie wojny”.
Do 28 lutego 1935 był zatrudniony w Biurze Produkcji Drzewa Dyrekcji Lasów Państwowych w Radomiu, w charakterze pracownika kontraktowego. Mieszkał w Radomiu przy ul. Marii Curie-Skłodowskiej (byłej ul. Trawnej) 15 m. 6. Od 8 maja do 8 czerwca 1936 był zameldowany w Warszawie przy ul. Narbutta 25 m. 27. 17 stycznia 1937 kierownik Samodzielnego Referatu Informacyjnego Sztabu Okręgu Korpusu Nr I w Warszawie, kapitan Franciszek Bronisław Wierzbicki sporządził dla szefa Biura Kapituły Orderu Wojennego „Virtuti Militari” informację na temat Wiktora Oleszczuka, w której określił go jako „spokojnego alkoholika” oraz człowieka „o dobrym, lecz słabym charakterze”. Kapitan Wierzbicki nie ustalił, gdzie major Oleszczuk przebywał po 6 czerwca 1936. 4 czerwca 1937 Sąd Grodzki w Radomiu skazał go na jeden miesiąc aresztu z zawieszeniem wykonania kary na trzy lata za kierowanie gróźb karalnych wobec żony.
W 1922 ożenił się z Jadwigą (1898–1985), lekarzem medycyny, z którą miał córkę Irenę (ur. 5 stycznia 1924).
Irena Oleszczuk, ps. „Rysiek” poległa 20 sierpnia 1944 w powstaniu warszawskim jako żołnierz Oddziału Dysk. Pośmiertnie została odznaczona Krzyżem Walecznych.

## Ordery i odznaczenia
- Krzyż Srebrny Orderu Wojskowego Virtuti Militari nr 6792[31][32]
- Krzyż Walecznych[5][15]
- Amarantowa wstążka – 19 marca 1918 „za bój pod Osipowiczami i przejście ze stacji Prijamino”[33][34]
- Medal Niepodległości – 16 marca 1937 „za pracę w dziele odzyskania niepodległości”[35]
- Medal Pamiątkowy za Wojnę 1918–1921[5]
- Medal Dziesięciolecia Odzyskanej Niepodległości[5]
- Medal Zwycięstwa[5][20]
- Order Świętego Stanisława 2 stopnia z mieczami – 17 sierpnia 1916[6]
- Order Świętej Anny 3 stopnia z mieczami i kokardą – 14 lutego 1917[6]
- Order Świętego Stanisława 3 stopnia z mieczami i kokardą – 24 lipca 1916[6]
- Order Świętej Anny 4 stopnia z napisem na szabli „Za odwagę” – 26 maja 1917[6]